# Jean-François Lesueur
Jean-François Lesueur (Drucat-Plessiel, 15 febbraio 1760 – Parigi, 6 ottobre 1837) è stato un compositore francese.
Già nel 1786 ha ricoperto il ruolo di maestro di cappella a Notre-Dame, componendo un buon quantitativo di musica religiosa, costituita da Messe e Mottetti. 
Le sue teorie artistiche furono esposte nel trattato intitolato Essai de musique sacrée ou musique motivée et méthodique del 1787.
L'anno seguente si allontanò da Parigi, per trasferirsi a Londra, dove nei seguenti cinque anni si poté dedicare alla composizione, in un luogo distante dalle prime ondate di sangue scatenate dalla rivoluzione.
Nel 1793, rientrò nella capitale francese, giusto in tempo per rappresentare l'opera Télémaque; in breve tempo divenne ispettore del nuovo Conservatorio, collaborando sia con la commissione degli studi sia alla stesura dei Principes élémentaires de musique.
A causa di uno scritto polemico intitolato Projet d'un plan général de l'instruction musicale en France pubblicato nel 1801, Lesueur perse tutte le cariche e quindi visse un periodo di difficoltà economiche che terminarono solo quando Napoleone lo scelse come successore di Paisiello nel ruolo di maestro di cappella di corte.
In questo periodo alcune sue opere, quali I Bardi (Ossian ou Les bardes nel 1804 all'Opéra national de Paris con François Lays e Jean-Blaise Martin), riscossero un buon successo e nel 1814 fu nominato compositore di corte, ottenne l'incarico di professore di composizione nel Conservatorio e divenne membro dell'Accademia.
Tra le sue composizioni, annoveriamo : 3 Messes solennelles, 33 messe, oratori, Mottetti, una marcia per l'incoronazione di Napoleone.